# Березний Спиридон Карлович
Спиридон Карлович Березний (1889, тепер Україна — ?) — радянський діяч. Член ВУЦВК. Член Центральної контрольної комісії ВКП(б) у 1925—1927 роках.

## Життєпис
До 1917 року працював теслею.
Брав участь у революційному русі. Був заарештований за ведення нелегальної революційної діяльності, втік із в'язниці.
Член РСДРП(б) з листопада 1917 року. 
У 1925—1927 роках — член Білоцерківської окружної контрольної комісії на Київщині, секретар Кредитної спілки сільськогосподарських товариств Білоцерківської округи.
Потім — член правління сільськогосподарського товариства Білоцерківської округи.
Подальша доля невідома.